# Xã Wahoo, Quận Saunders, Nebraska
Xã Wahoo (tiếng Anh: Wahoo Township) là một xã thuộc quận Saunders, tiểu bang Nebraska, Hoa Kỳ. Năm 2010, dân số của xã này là 410 người.